# Jamesbrittenia silenoides
Jamesbrittenia silenoides är en flenörtsväxtart som först beskrevs av Olive Mary Hilliard, och fick sitt nu gällande namn av O.M. Hilliard. Jamesbrittenia silenoides ingår i släktet Jamesbrittenia och familjen flenörtsväxter. Inga underarter finns listade i Catalogue of Life.